# Olsenbanden og Data-Harry sprenger verdensbanken
Olsenbanden og Data-Harry sprenger verdensbanken, deutscher Festivaltitel: Die Olsenbande und Daten-Harry sprengen die Weltbank, ist der neunte Film aus der Filmreihe der Olsenbande (Norwegen). Die norwegische Filmkomödie von Knut Bohwim ist eine norwegische Neuverfilmung von Die Olsenbande schlägt wieder zu und hatte am 18. September 1978 ihre Kinopremiere.

## Handlung
Am 17. Mai ist der Tag der traditionellen Russfeier mit den dazugehörigen Umzügen in Oslo, was die Olsenbande ausnutzen will, um einen Coup durchzuführen. Durch den großen Massenauflauf und Trubel auf den Straßen sind alle abgelenkt und im Storting, dem norwegischen Parlamentsgebäude, wo der Bruch durchgeführt werden soll, hält sich aufgrund dieser Feierlichkeiten niemand auf. Da das Anschlagsziel diesmal kein Franz-Jäger-Tresor ist sowie Egon sich nicht die richtige Ziffernkombination gemerkt hat, braucht der Chef diesmal etwas länger, um diesen Panzerschrank zu knacken. Benny und Kjell werden ungeduldig und stören Egon bei seiner Arbeit, so dass er sie schließlich wegschickt. Bevor Egon aber den Tresor öffnen kann, wird er vom Reichstagsrepräsentanten überrascht. Olsen muss auf Grund des gescheiterten Einbruchs wieder ins Osloer Staatsgefängnis. 
Als Egon Olsen wieder entlassen und von Benny und Kjell abgeholt wird, muss er feststellen, dass diese einen neuen Chef namens Daten-Harry (Data-Harry) haben. Daten-Harry ist niemand anderer als Bennys Bruder, das Bandenmitglied Dynamit-Harry. Harry schlief einmal betrunken in einem Container und landete so in den Vereinigten Staaten. Dort besuchte er einschlägige Kurse im Bereich Informatik und ist seither der ultimative Fachmann für Verbrechen mit Hilfe modernster Computertechnik. Er stieg in eine Computerfirma ein und kehrte so nach Norwegen zurück, um auch hier mittels fragwürdiger Aktionen sich sein Geld zu verdienen. Mit seinem „Computer-Unternehmen“ knackt er elektronische Sicherheitssysteme und  Panzerschränke und manipuliert diverse Sicherheitseinrichtungen. Benny und Kjell halten außerdem Daten-Harrys neue Methoden für viel effizienter und Egons übliche Vorgehensweise für antiquiert. Egon muss sich nun unfreiwillig und widerwillig Daten-Harry unterordnen sowie mit Kjell und Benny als untergebener „Angestellter“ bei dessen Vorhaben mitmachen. Um aber Daten-Harry loszuwerden und mit Benny und Kjell seinen eigenen Plan umsetzen zu können, manipuliert er bei einem gemeinsamen Bruch mit einem Nagel Harrys Computer. Nachdem dadurch Daten-Harrys Coup gescheitert ist, schließen sich Benny und Kjell wieder Egon an und sind bereit für seinen neuen Plan.
Gemäß diesem wollen sie von einem windigen Geschäftemacher zehn Millionen US-Dollar erbeuten, die aus illegalen Geschäften stammen. Die hohe Summe Geld bekommt der international gesuchte Betrüger Hallandsen für 30 Tonnen überlagerter Butter, die er nach Russland exportieren will. Aber das Geschäft ist illegal. Die Butter wird in Norwegen subventioniert und der sogenannte Butterberg sollte eigentlich vernichtet werden. Mithilfe des Storting-Repräsentanten und Diplomaten Smith-Nilsen will der betrügerische Geschäftsmann Hallandsen die geplante Vernichtung verhindern und die Butter für sie gewinnbringend unter Hand außer Landes bringen. Kriminalkommissar Hermansen bekommt auch von den geplanten krummen Aktionen Hallandsen und Smith-Nilsen Wind, weigert sich aber, dagegen etwas zu unternehmen, da ihm diese Leute zu mächtig sind. Er delegiert deshalb den Fall an Kriminalassistent Holm. Dieser freut sich, endlich mal Verantwortung übernehmen zu können.
Die Olsenbande schafft es Hallandsen mit ein paar Ganoventricks zu überlisten und das Geld zu stehlen. Der Storting-Parlamentarier bekommt aber mit, wer dahinter steckt. Er hetzt Egons Erzfeinde, Meister Hansen und Biffen, das Dumme Schwein, auf die Olsenbande. Das Dumme Schwein nimmt der Olsenbande das Geld wieder ab und entführt gemeinsam mit Meister Hansen Egon, um in auszuschalten. Meister Hansen übergibt anschließend den roten  Geldkoffer wieder seinen Auftraggebern. Währenddessen versuchen Benny und Kjell Egon zu befreien. Benny wird aber von Biffen bei dem Befreiungsversuch erwischt. Schließlich gelingt es Kjell ihn auszuschalten und Egon sowie Benny zu befreien. Das Geld ist jetzt sicher in der norwegischen Filiale der Weltbank in Oslo verwahrt. Eigentlich ist es fast aussichtslos, es sich von dort wieder holen zu wollen. Die Weltbank ist durch elektronische Sicherheitssysteme, Überwachungskameras und schwer bewaffnete Wächter gesichert. Egon braucht also Daten-Harrys Hilfe, nur dieser kann mit seiner Computertechnik die modernen Sicherheitssysteme überlisten. Für die Hälfte der Beute erklärt er sich widerwillig bereit, mit der Olsenbande zusammenzuarbeiten. Der Olsen-Bande gelingt es, sich in die Weltbank einzuschleichen und mit elektronischer Unterstützung von Daten-Harry mit der Beute zu entkommen. Meister Hansen und das Dumme Schwein erfahren von dem erfolgreichen Beutezug der Olsenbande. Sie entführen Egon und Daten-Harry. Valborg, die gerade ihre Fahrschule absolviert, nimmt mit ihrem Fahrlehrer, Benny und Kjell die Verfolgung auf. Es kommt zu einer wilden Verfolgungsjagd durch ganz Oslo, die schließlich in einem Industriegebiet endet. Egon entkommt Meister Hansen und dem Dummen Schwein. Die Olsenbande kann mit dem Geld fliehen, bevor die Polizei eintrifft. Daten-Harry gibt entnervt auf und will so schnell es geht, ohne einen Anteil zu fordern, zurück in die USA. 
Benny und Kjell verstecken das Geld in der Waschmaschine eines Waschsalons und verschwinden, als sie die Polizei kommen sehen. Die Polizei sucht aber eigentlich nicht sie, sondern hat es nur auf Bennys falsch geparktes Fahrzeug abgesehen. Valborg setzt die Waschmaschine unwissend in Gang, wobei das ganze Geld zerstört wird und am Ende alle leer ausgehen. Meister Hansen und das Dumme Schwein werden von der Polizei im Industriegebiet mitgenommen und übernehmen die volle Verantwortung für den Weltbankraub sowie für weitere ehemalige Coups der Olsenbande. Egon, der seine Melone bei der Verfolgungsjagd verloren hat, will diese nach einer entsprechenden Fernsehsuchmeldung bei der Polizei wieder abholen. Er lässt es aber nicht zu, dass andere sich mit seinen Erfolgen schmücken und gesteht der Polizei, dass er für alles verantwortlich sei. Egon muss daher wieder einmal hinter Gitter. Kriminalassistent Holm wird befördert, während Hermansen für sein vermeintliches Versagen degradiert und in die Stallungen der berittenen Polizei versetzt wird. Da auch Hallandsens und Smith-Nilsens verbrecherisches Geschäft geplatzt ist, rinnt die mittlerweile unbrauchbar gewordene Butter aus dem Eisbahnwaggon der Norwegischen Staatsbahn, in dem sie lagert.
Das Versagen der norwegischen Politik wird bekannt und der Butterpreis steigt wieder an.

## Kritik
„Ein verrückter Spaß - Wer glaubt, es müsse Grenzen des Unsinns geben, der sollte sich von der Olsenbande ganz weit weg halten. Das gilt auch für diejenigen, die ausschließlich auf den leisen Humor schwören. Wer aber - wie der Unterzeichnete - eine Schwäche für diese Typen hat und der Auffassung ist, dass es ein Vergnügen ist, hin und wieder ganz ohne Verpflichtung zu lachen, für den ist diese neunte Begegnung mit der Bande ganz zweifellos erfreulich.“

„Ein bisschen Chaplin - Es dauert ein bisschen, bis der Spaß in Gang kommt, und es braucht ein bißchen viel Erklärungen und Vorbereitungen und so weiter, aber schon vor dem Filmvorspann verschafft die Bande sich Zugang zum Storting, um Kleppe-Packen - unter Mitwirkung von Kleppe und Packen - zu stehlen. Das ist aber nur die Ouvertüre... Als Lokation für den Coup auf die norwegische Filiale der Weltbank dient das Vertashaus in Høvik. Egon Olsen bleibt in der Apparatur der Stahltüren in einer Art an den Zahnrädern hängen, die man mit Wohlwollen als eine Hommage an Charlie Chaplins „Moderne Zeiten“ deuten könnte. Wie gewohnt, ist das Ganze herzlich überspielt und nett zu verfolgen.“

## Trivia
- In dem Film wurden zum Teil dieselben Filmkulissen, wie z. B. die Innenräume der Weltbank, wie bei der dänischen Erstverfilmung von Die Olsenbande schlägt wieder zu, verwendet. In dem Filmausschnitt, in dem das Auto des Dummen Schweins während der Verfolgungsjagd durch das Industriegelände durch die Fehlbedienung Meister Hansens zerteilt wird, wurden ebenfalls einige Sequenzen aus der dänische Vorlage entnommen. Dazu gehört unter anderem die Szene des „umkippenden Schornsteines“ und der „rollenden Fässer“ auf dem Industriegebiet.
- Es treten in der norwegischen Neuverfilmung mehrere dänische Schauspieler aus der dänischen Originalfassung auf. Außer Ove Verner Hansen, der auch in der norwegischen Olsenbande die Rolle des Dummen Schweines spielte, haben auch Karl Stegger und Bjørn Watt Boolsen hier einen Auftritt.[4]